# جوناثان ميلس
جوناثان ميلس (بالإنجليزية: Jonathan Mills)‏ هو لاعب اتحاد الرغبي بريطاني، ولد في 12 فبراير 1984 في ويلز في المملكة المتحدة.